# Jordanie aux Jeux olympiques d'été de 2008
La Jordanie participe aux Jeux olympiques d'été de 2008 à Pékin, représentée par sept athlètes. La pongiste Zeina Shaban a été désignée porte-drapeau de son équipe.

## Participants
- Zeina Shaban (tennis de table)
- Razan Fareed
- Anas Hamoudeh
- Khalil Hanahneh (athlétisme)
- Bara' Marwan
- Nadin Dawani (taekwondo)
- Ibrahim Bisharat

### Athlétisme

#### Hommes
| Épreuve    | Athlète            | Séries   | Séries | Quarts de finale | Quarts de finale | Demi-finales | Demi-finales | Finale   | Finale |
| Épreuve    | Athlète            | Résultat | Rang   | Résultat         | Rang             | Résultat     | Rang         | Résultat | Rang   |
| ---------- | ------------------ | -------- | ------ | ---------------- | ---------------- | ------------ | ------------ | -------- | ------ |
| 200 mètres | Khalil Al-Hanahneh | 21.55    | 7e     | -                | -                | -            | -            | -        | -      |

#### Femmes
| Épreuve    | Athlète           | Séries      | Séries | Quarts de finale | Quarts de finale | Demi-finales | Demi-finales | Finale   | Finale |
| Épreuve    | Athlète           | Résultat    | Rang   | Résultat         | Rang             | Résultat     | Rang         | Résultat | Rang   |
| ---------- | ----------------- | ----------- | ------ | ---------------- | ---------------- | ------------ | ------------ | -------- | ------ |
| 800 mètres | Bara'ah Awadallah | 2 min 18.41 | 7e     | -                | -                | -            | -            | -        | -      |